# Phare de Punta Curaumilla
Le phare de Punta Curaumilla (en espagnol : Faro Punta Curaumilla) est un phare actif situé en Baie de Laguna Verde (es) à 25 km au sud-ouest de Valparaíso (Province de Valparaíso), dans la Région de Valparaíso au Chili.
Il est géré par le Service hydrographique et océanographique de la marine chilienne dépendant de la Marine chilienne.

## Histoire
Il s’agit de l’un des premiers phares du pays à disposer d’une station météorologique et d’un service de téléphonie, qui ont servi à indiquer le mouvement des navires vers Valparaíso et les conditions météorologiques au service météorologique de la Marine. Il a un signal de brouillard qui est activée par 3 blasts par période de 30 secondes avec une portée approximative de 2 milles marins (environ 3.7 km). Il sert principalement à indiquer l’approche du port de Valparaiso par le sud.
Il a été inauguré en 1893 et la maison de gardien date de 1910. Sa structure a été gravement endommagée par le tremblement de terre de 1906 et a donc subi un processus de restauration intense. Le phare a été habité jusqu'en 1995 et il fonctionne désormais automatiquement .

## Description
Le phare actuel  est une grosse lanterne circulaire de 4 m de haut. Elle est peinte en blanc avec des bandes rouges. Il émet, à une hauteur focale de 84 m, un éclat blanc par période de 15 secondes. Sa portée est de 16 milles nautiques (environ 30 km).
Il possède un signal de brouillard émettant 3 blats par période de 30 secondes et audibles jusqu'à 2 milles nautiques (environ 3.7 km).
Identifiant : ARLHS : CHI-014 - Amirauté : G1870 - NGA : 111-1272 .

## Caractéristique dufeu maritime
Fréquence : 5 secondes (W)
- Lumière : 07 seconde
- Obscurité : 4.3 secondes

### Lien connexe
- Liste des phares du Chili